# Melisa Nicolau
Melisa Nicolau Martín (Andrach, Mallorca, 20 de junio de 1984) es una exfutbolista española y jugaba como defensa en el Fútbol Club Barcelona de la Primera División Femenina de España.

## Clubes
| Club                      | País                  | Año         |
| ------------------------- | --------------------- | ----------- |
| C. D. Sarraco (masculino) | Islas Baleares-España | 1993 - 1997 |
| C. A. Paguera             | Islas Baleares-España | 1997 - 1998 |
| C. F. Playas Calviá       | Islas Baleares-España | 1998 - 2004 |
| Rayo Vallecano            | Madrid-España         | 2004 - 2010 |
| F. C. Barcelona           | Cataluña-España       | 2010 - 2013 |

## Selección nacional
| Selección                 | Año         | Partidos | Goles |
| ------------------------- | ----------- | -------- | ----- |
| Selección Española sub-17 | 2001 - 2002 | 3        | 0     |
| Selección Española sub-19 | 2002 - 2004 | 6        | 0     |
| Selección Española        | 2004 - 2013 | 37       | 0     |

## Palmarés

### Campeonatos nacionales
| Título                     | Club            | País   | Año  |
| -------------------------- | --------------- | ------ | ---- |
| Copa de la Reina           | Rayo Vallecano  | España | 2008 |
| Superliga de Fútbol        | Rayo Vallecano  | España | 2009 |
| Superliga de Fútbol        | Rayo Vallecano  | España | 2010 |
| Copa de la Reina           | F. C. Barcelona | España | 2011 |
| Primera División de España | F. C. Barcelona | España | 2012 |
| Primera División de España | F. C. Barcelona | España | 2013 |
| Copa de la Reina           | F. C. Barcelona | España | 2013 |

### Campeonatos regionales
| Título        | Club            | Región   | Año  |
| ------------- | --------------- | -------- | ---- |
| Copa Cataluña | F. C. Barcelona | Cataluña | 2010 |
| Copa Cataluña | F. C. Barcelona | Cataluña | 2011 |
| Copa Cataluña | F. C. Barcelona | Cataluña | 2012 |

- Datos: Q6812596